# José Deheza
José Alberto Deheza (Salta, 16 de junio de 1921 - Buenos Aires, 10 de septiembre de 2001) fue un abogado y político argentino. A comienzos de 1976 se desempeñó como ministro de Defensa Nacional por solo 12 días y ministro de Justicia durante el gobierno de María Estela Martínez de Perón.

## Biografía
Luego de graduarse como abogado en la Universidad Nacional de Córdoba, cumplió funciones como oficial de despacho de la Corte Suprema de Justicia de la Nación y como secretario del Juzgado Federal en lo Criminal y Correccional 2 con asiento en la Ciudad de Buenos Aires.
En 1967 estuvo al frente de la Secretaría de Bienestar Social de la Municipalidad de Avellaneda.
Con el peronismo nuevamente en el poder, entre 1973 y 1974 se desempeñó como jefe de gabinete del Ministerio del Interior que conducía Benito Llambí. Deheza, que defendía la posición de que la viuda de Juan Perón continuara en la presidencia hasta las elecciones previstas para fines de 1976, contradiciendo el parecer de opositores y gran parte del justicialismo que desde mediados de 1975 pretendían que Martínez de Perón renunciara y así posiblemente evitar que los militares tomaran el poder, estuvo al mando del Ministerio de Justicia entre enero y marzo de 1976 y, a su salida de este, ocupó brevemente el cargo de ministro de Defensa Nacional, hasta el golpe de Estado del 24 de marzo de ese último año.
Estaba casado con Marta Lonardi, hija del general Eduardo Lonardi, quien fuera el primer gobernante -y al cual Deheza acompañó como jefe de la secretaría privada de la presidencia- de la autodenominada Revolución Libertadora que derrocó a Juan Perón en 1955.